# Hadena roseomarginata
Hadena roseomarginata är en fjärilsart som beskrevs av Calberla 1891. Hadena roseomarginata ingår i släktet Hadena och familjen nattflyn. Inga underarter finns listade i Catalogue of Life.